# Bécassine (bande dessinée)
Pour les articles homonymes, voir Bécassine.

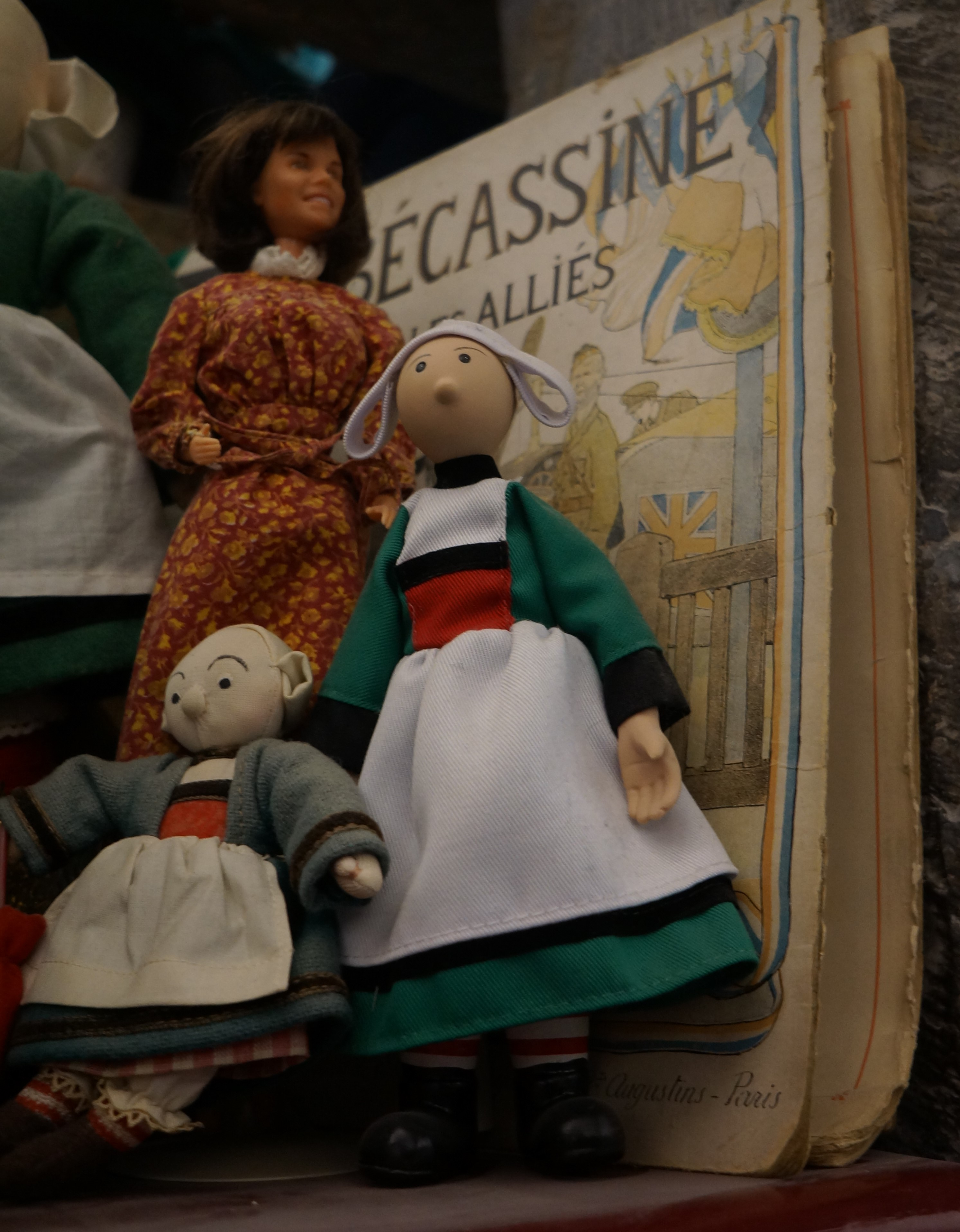
Figurines de Bécassine, musée de la Poupée et du Jouet Ancien de Wambrechies

Bécassine est un personnage de bande dessinée jeunesse français créé par la scénariste Jacqueline Rivière et le dessinateur Émile-Joseph-Porphyre Pinchon, qui apparaît pour la première fois dans le premier numéro de l'hebdomadaire pour jeunes filles La Semaine de Suzette le 2 février 1905.
Dans certains albums, mais uniquement à compter de 1913, le personnage est nommé Annaïk (parfois « Annaïck ») Labornez. Elle serait née à Clocher-les-Bécasses, un village imaginaire du Finistère sud.
Le personnage a fait l'objet de plusieurs adaptations au cinéma, dont deux films et un long métrage d'animation, tous français, ce dernier s'intitulant Bécassine et le Trésor viking.

## Historique de la publication
Cette bande dessinée, initialement prévue pour boucher une page blanche de la revue française La Semaine de Suzette du 2 février 1905, en raison de la défection d'un auteur malade (ou, selon une autre version, d'un annonceur publicitaire), fut écrite par la rédactrice en chef du magazine Jacqueline Rivière et dessinée par Joseph Pinchon (1871-1953). Elle relate une bévue réellement commise par la servante bretonne de l'auteur. Le nom de « Bécassine » est choisi par élimination pour faire référence à cette bévue : « bêtise », « bécasse » puis « Bécassine » qui désigne une jeune fille ronde et naïve.
Le personnage de Bécassine rencontre un tel succès qu'il réapparaît en première page du no 23 pour « Le livre d'or de Bécassine » en juillet 1905, puis dans de nouvelles planches qui paraissent régulièrement, toujours en guise de remplissage ponctuel.

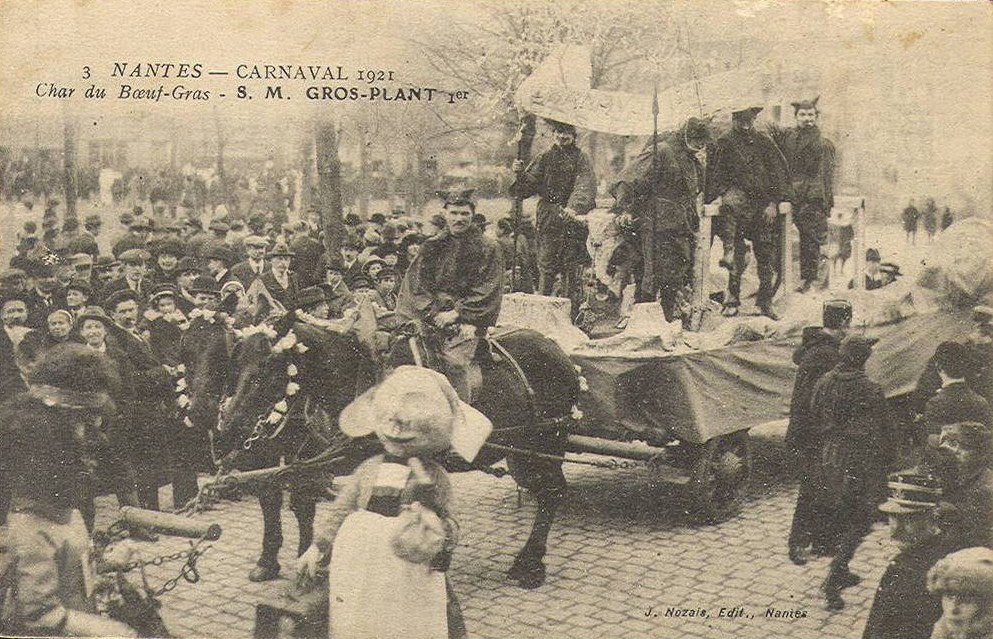
Personnage de Bécassine lors du carnaval du Bœuf gras à Nantes en 1921.

Cette naissance littéraire de Bécassine est cependant infirmée par Pinchon qui prétend que le fondateur de La Semaine de Suzette, Maurice Languereau, lui a demandé dès 1904 d'illustrer « l'histoire d'une petite Bretonne à son départ de village pour venir se placer à Paris ».
À partir de 1913, le personnage de Bécassine est repris par le scénariste Caumery, pseudonyme de Maurice Languereau, neveu et associé d'Henri Gautier dans la maison d'édition Gautier-Languereau, éditrice de La Semaine de Suzette. Caumery la dote d'une psychologie plus dense, et lui donne à cette occasion son vrai nom, Annaïk (parfois écrit « Annaïck ») Labornez.
De 1913 à 1952, paraissent plusieurs aventures de Bécassine, toutes dessinées par Pinchon (sauf deux, dessinées par Édouard Zier) et scénarisées par Maurice Languereau jusqu'en 1941 (année de son décès), remplacé, de 1948 à 1950, par d'autres personnes signant « Caumery ». D'autres albums et recueils sont parus après la mort de Pinchon en 1953, notamment une série dessinée par Trubert à partir de 1959.
Apparue trois ans avant la bande dessinée Les Pieds nickelés, la naissance de Bécassine marque celle de la bande dessinée moderne, la transition entre les histoires illustrées et la « vraie » bande dessinée. Son style de dessin, au trait rond, vif et moderne, inspirera une ligne graphique : la « ligne claire », dont 25 ans plus tard, la série des Tintin sera le plus beau fleuron.
Le 1er janvier 2024, l'œuvre originale entre dans le domaine public, 70 ans après la mort d'Émile-Joseph-Porphyre Pinchon,.

## Personnage

### Un personnage picard puis breton

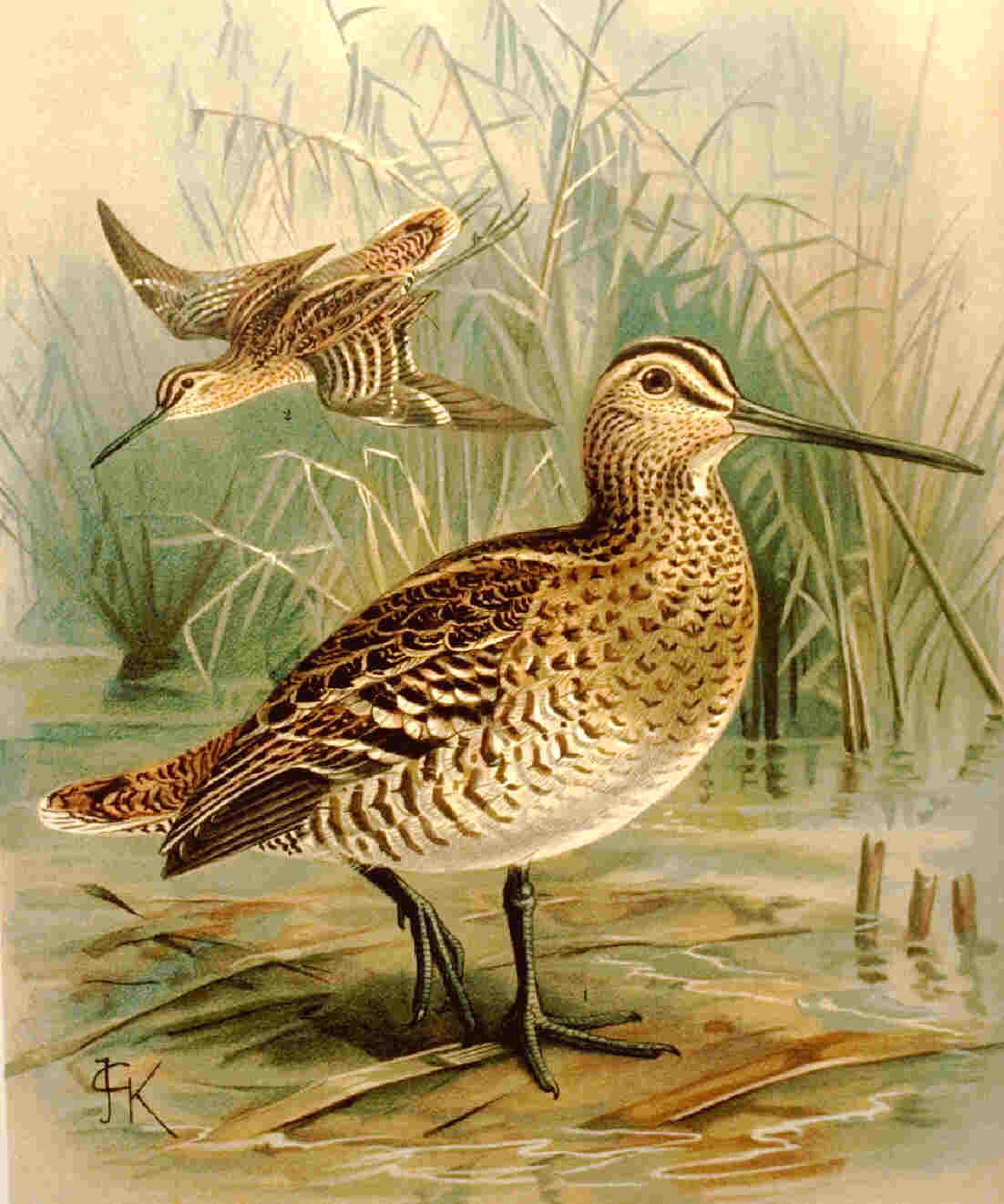
Le surnom « Bécassine » est inspiré de la bécasse.

Au départ, le personnage créé par l'Amiénois Joseph Pinchon en 1905 représente la bonne « provinciale », fille de ferme, telle que la voyait la bourgeoisie. Le dessinateur s'inspire des costumes, coiffes picardes et du nom d'oiseau Bécassine, bien connu des riverains et des visiteurs de la baie de Somme,,.
Ce n'est qu'en 1913 que la scénariste d'origine, Jacqueline Rivière, est remplacée par Maurice Languereau (qui signe du pseudonyme Caumery), lequel fait du personnage une Finistérienne en lui donnant, en plus du surnom de « Bécassine », le nom breton d'Annaïk Labornez.

Brigitte Leblanc, directrice éditoriale des éditions Gautier-Languereau explique, au cours d'une interview publiée dans Le Figaro, l'origine (fictive) du nom du personnage : 
« le surnom de Bécassine vient du fait que le jour de sa naissance un vol de bécasses est passé au-dessus de Clocher-les-Bécasses. Son oncle Corentin trouvait qu'elle avait un nez tout court et tout rond, pas du tout comme le nez des bécasses. Et donc pour rire, et par plaisanterie, il a décidé de l'appeler Bécassine. »

Cependant, de par la volonté des auteurs, Bécassine représente l'esprit français, bien au-delà d'une simple représentation d'une petite bonne bretonne vivant dans son propre monde. L'album Bécassine chez les alliés, publié en 1917, donc avant la fin de la guerre, témoigne de l'attitude engagée de l'héroïne, son auteur n'hésitant pas à lui faire déclarer à la fin de l'album  : 
« Il m'agaçait ce gros qui pleurniche tout le temps, alors je lui ai crié "ça durera ce que ça durera, mais les boches, on les aura !" Et tous les autres [militaires] m'ont applaudie en disant que j'avais parlé comme une vraie française. »

### Particularités

#### Physique
La bouche de Bécassine ne semble généralement pas apparaître dans les différents albums — particulièrement dans les premières éditions —, ce qui fera dire à certains militants bretons qu'il s'agissait d'empêcher le personnage de pouvoir « protester en breton ».
On peut cependant deviner lors de certaines postures du personnage le dessin d'un point, voire d'un léger trait pour représenter la bouche. Le personnage est généralement dessiné en entier, sauf quand Bécassine baisse la tête, ce qui arrive assez souvent puisqu'il s'agit d'une bonne au service de ses maîtres. Les autres dessinateurs de la série auront tendance à faire de même.

#### Personnalité

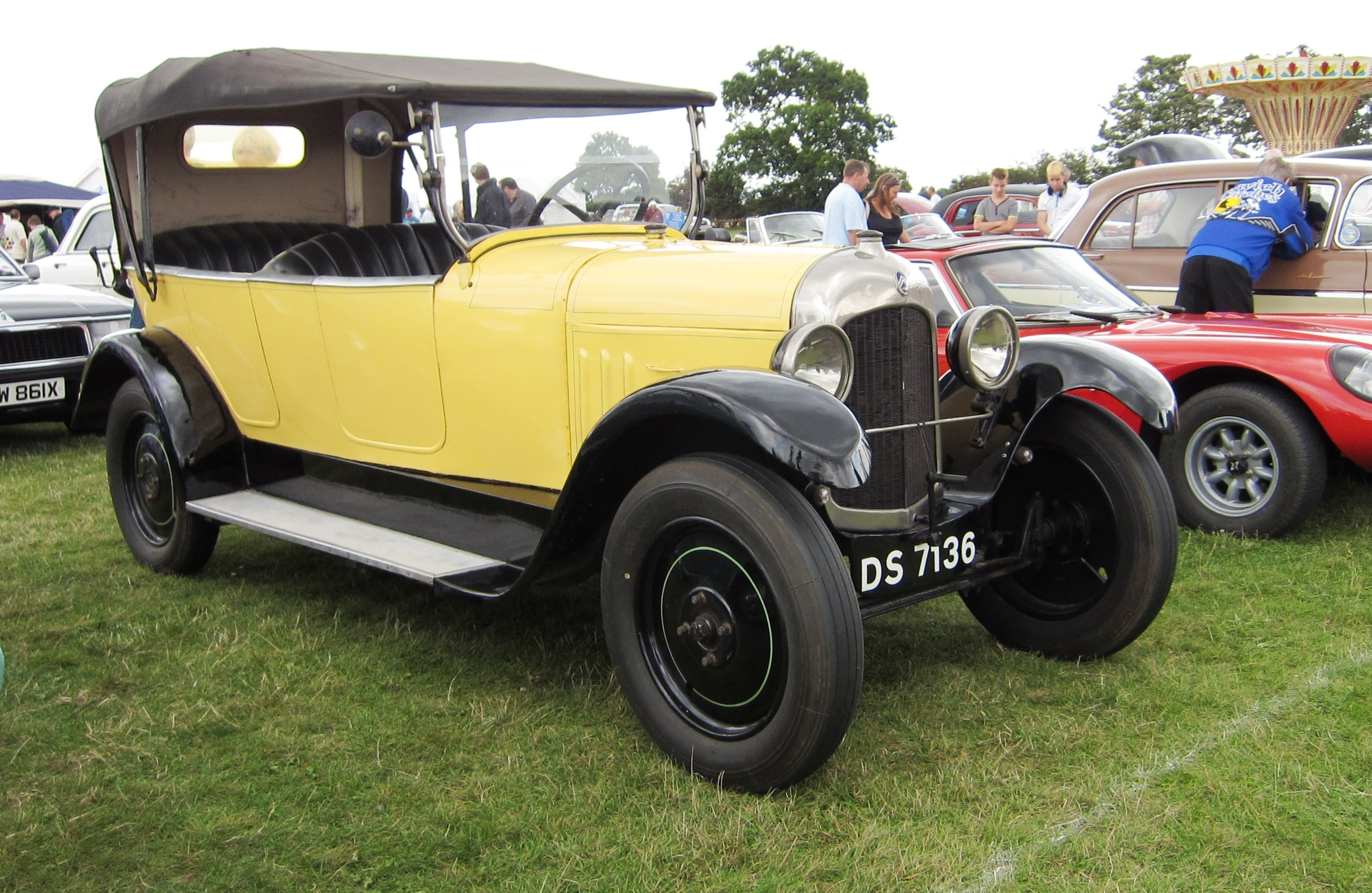
La Citroën B2 1925 évoque la voiture de Bécassine.

Malgré l'image d'une jeune femme un peu sotte, voire arriérée qui lui colle à la peau, plus particulièrement dans les premiers albums, le lecteur se rend compte au fur et à mesure de la sortie des albums que Bécassine sait non seulement lire et écrire puisqu'elle écrit ses mémoires dès le premier album, mais elle passe son permis de conduire afin de voyager dans sa propre automobile (de marque Excelsior) qu'elle baptise du doux nom de « Fringante » (album : L'automobile de Bécassine), fait encore peu banal pour une femme en 1927.
Peu de temps avant, elle s'était engagée personnellement pour soutenir le moral des troupes durant la Première Guerre mondiale (albums : Bécassine pendant la Guerre, Bécassine chez les Alliés, Bécassine mobilisée). Elle sait jouer de la pelote basque (album : Bécassine au Pays Basque) et n'hésite pas à enseigner aux enfants (album : Bécassine maîtresse d'école). Elle prend l'avion (album : Bécassine en aéroplane), le bateau (album : Bécassine en croisière) et se déplace jusqu'en Amérique (album : Bécassine voyage). Elle apprend les rudiments du ski alpin (album : Bécassine dans la neige) et semble être capable de savoir tout faire (album : Les cent métiers de Bécassine).

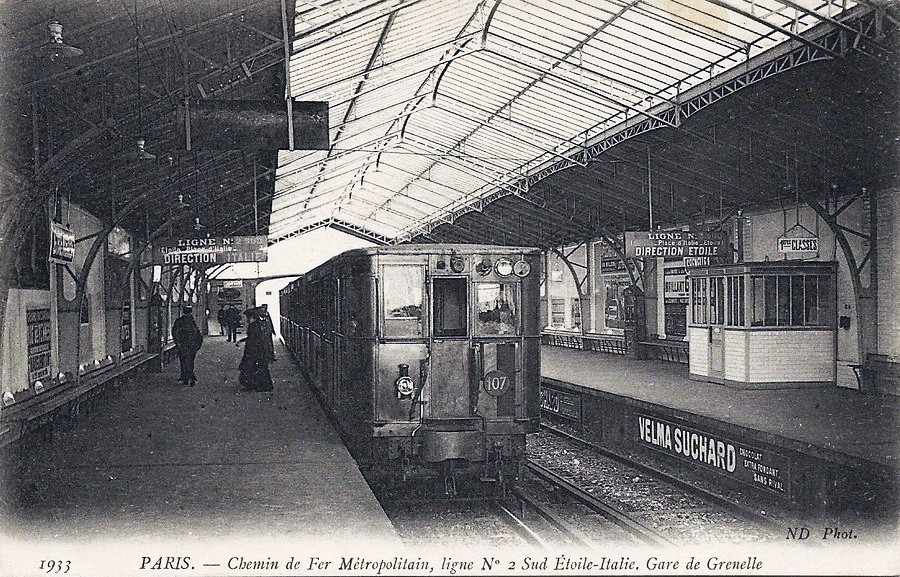
Le métro parisien au début des années 1930.

Malgré son rôle de bonne provinciale au service d'une famille riche puis de nourrice, normalement contrainte de vivre dans un univers bourgeois et aseptisé, Bécassine adore vivre dehors où elle admire les panneaux publicitaires de style Art déco et court toutes expositions à la mode comme celle de l'exposition coloniale de 1931. En compagnie de Loulotte, sa petite protégée, elle arpente l'avenue des Champs-Élysées, admire le pont Alexandre III, la Rive gauche et le jardin du Luxembourg, et discute avec tout le monde, depuis la fleuriste, jusqu'à la marchande de journaux en passant par les bonimenteurs de rue et ce sergent de ville qui l'aide à traverser des rues déjà encombrées de voitures. Elle découvre le chantier de la construction du métro, puis, plus tard, elle s'engouffre dedans, dès que celui-ci est en fonctionnement. Bécassine est une femme des Années folles, intégrée dans son époque.

#### Aspects politiques
Selon l'historien Pascal Ory, Bécassine, à l'instar des rédacteurs (et généralement des abonnés) du journal La Semaine de Suzette, s'engage du côté de l'ordre. En 1919, elle applaudit à une grève brisée par les ingénieurs. Cependant au fil des années et des albums, le lecteur assiste à la promotion d'une jeune femme issue des classes populaires, dans le sens d'une sorte de promotion d'un prolétariat ancillaire, alors que les élites traditionnelles semblent décliner. Fidèle à l'idée de ses auteurs, Bécassine reste d'une forme de compromis entre les classes sociales.
Durant l'Occupation, les nazis interdiront la diffusion des albums de Bécassine parus à la fin des années 1930.

### Études sur Bécassine
De nombreux universitaires ou chercheurs ont démontré que le personnage de Bécassine tel qu'il transparaît à travers la plupart des albums témoigne de la vision négative que la bourgeoisie parisienne avait du menu peuple breton.
James Eveillard et Ronan Dantec, qui ont consacré un ouvrage à la représentation des Bretons dans la presse illustrée française, définissent Bécassine comme l'« incarnation du mépris dont les Bretons ont souvent souffert ». Alain Croix et Christel Douard parlent littéralement de « syndrome de Bécassine » quant à eux.
Dans La Bretagne, ouvrage publié dans la collection « idées reçues », l'ethnologue François de Beaulieu voit dans ce personnage un « mélange de bonté et de bêtise entêtées qui a ses racines dans le vieux mythe de la « Bretagne arriérée mais pure ». » Selon lui, dans les années 1970, l'image de Bécassine change en raison de divers détournements, comme sur une affiche d'Alain Le Quernec qui la présente le poing dressé, protestant contre les marées noires répétitives qui souillent alors les côtes bretonnes.
Henri Boyer, professeur en sciences du langage à l'université de Montpellier III, indique que les différents épisodes de Bécassine fondent cependant « sa réputation de simple d'esprit » et que l'époque de la Bretagne romantique est alors révolue. « L'image du Breton têtu, courageux, borné, plouc, alcoolique s'impose. Le plus grave est sans doute la manière dont les Bretons ont eux-mêmes intégré cette image qui leur est renvoyée, il est vrai, de multiples façons. »
En 1995, à l'occasion des 90 ans du personnage, le journal France-Soir se demande à propos de Bécassine : « Est-elle devenue moins gourde ? »
Dans un ouvrage de vulgarisation paru en 2003, l'historien Jérôme Cucarull explique que l'histoire économique de la Bretagne a récemment tiré profit d'une recherche fructueuse qui a abouti notamment à rectifier nettement l'image qui prévalait jusqu'« il n'y a pas encore si longtemps », « d'une Bretagne rurale arriérée dont Bécassine pouvait constituer un symbole commode. »

## Hommages, représentations et contestations

### Hommages
La poste française sort en avril 2005 un timbre-poste à l'effigie de Bécassine à l'occasion du centenaire de la parution de sa première (més)aventure, suscitant la réprobation de plusieurs associations bretonnes. Quelques semaines plus tôt, un article du Nouvel Observateur évoquait « les aventures d'Annaïck Labornez, dite Bécassine, la petite Bretonne au cœur d'or, naïve ô combien ! ».
Le 2 février 2015, à l’occasion du 110e anniversaire de sa création, le moteur de recherche Google met Bécassine à l’honneur sur sa page d’accueil française en affichant un logo spécial.
Le 27 novembre 2023, l'astéroïde (440670) Bécassine est nommé en son honneur.

### Le terme Bécassine dans les dictionnaires
Le Trésor de la langue française écrit à propos du terme : 
« bécassine : fig., péj. Femme stupide ou ridicule […] le sens de « pers. niaise » est peut-être lié au nom de l'héroïne bret. de bandes dessinées  due à Maurice Longuereau et J.-P. Pinchon  dont les premières aventures furent publiées à partir de 1905 dans La Semaine de Suzette. »
À l'entrée « Bécassine », le dictionnaire français Larousse donne comme acception familière : « Jeune fille sotte ou naïve », proche de celle de l'encyclopédie Encarta : « jeune fille un peu niaise ».
Le Grand Larousse encyclopédique en 10 volumes de 1960 ne donne à « bécassine » aucune autre définition que celle de l'oiseau et pour « Bécassine » écrit simplement : « Type de bonne bretonne, brave mais étourdie, créée par le dessinateur et peintre Joseph Pinchon », sans aucune allusion à sa prétendue sottise, contrairement au Nouveau Petit Larousse illustré de 1949, dans lequel on peut lire à la même entrée : « Jeune fille sotte ou trop naïve », mais sans qu'on indique le moindre lien avec le personnage de La Semaine de Suzette.
Le Dictionnaire encyclopédique Hachette de 1994 indique en revanche : « Jeune fille sotte et naïve (en référence au personnage de Bécassine dessiné en 1905 par Pinchon) ».
Pour autant, l'usage terme bécasse dans cette acception est antérieur au personnage de bande dessinée. Le CNRTL - Centre National de Ressources Textuelles et Lexicales, donne : "Au figuré, familier. Femme stupide ou d'aspect ridicule. Grande, petite bécasse. Synonyme de dinde, oie. (...) On rencontre dans la documentation bécasserie, substantif féminin, néologisme d'aut. Niaiserie, imbécillité."
En 1872, les frères Goncourt écrivent à la page 906 de leur Journal : "On n'est pas plus grue, plus bécasse que cette femme de talent. Elle jabote d'une manière imbécile sur un tas de choses, qu'elle connaît par ouï-dire, dans un parlage coupé, à tout moment, de petits gloussements mélancoliques..."
L'ajout à Bécassine du nom de famille "Labornez" (comprendre la bornée) appuie cette définition.

### Adaptation en dessin animé
Le film d'animation Bécassine et le Trésor viking (2001) de Philippe Vidal sur un scénario de Béatrice Marthouret et Yves Coulon, est sorti durant la période de Noël. Le personnage principal était doublé par l'actrice Muriel Robin.
Lors de la sortie du film, la critique est dans l'ensemble assez positive. Isabelle Fajardo, dans Télérama, évoque la « toujours même bouille ronde de nounou rassurante » de Bécassine et considère le film comme une « sucrerie pour Noël ».

### Nouvelle adaptation en bandes dessinée
Le magazine de bandes dessinées rennais Frilouz, dont le no zéro, partiellement repris dans le no 8 (février-mars 1984), était un « Spécial Bécassine ».
Le 19 octobre 2016, le personnage de Bécassine sort d'une longue période d'oubli avec la parution d'un nouvel album dessiné par Béja sur un scénario conçu par Éric Corbeyran dénommé Les vacances de Bécassine.

### Première adaptation cinématographique en 1939
L'adaptation de la bande dessinée au cinéma par Pierre Caron dans Bécassine en 1939, avec l'actrice Paulette Dubost dans le rôle-titre entraîna un tollé en Bretagne,. À la Chambre des députés, un député du département du Finistère s'indigna : « Ce sont les enfants de Bécassine qui se sont fait tuer en 14. Et certes ce n'était pas une Parisienne de vos salons, mes chers collègues, mais une paysanne. »
Le chef du gouvernement Édouard Daladier fut interpelé : « […] Un film qui provoque dans les milieux bretons une légitime indignation… œuvre de provocation à l’égard d’une province française qui, ne serait-ce qu’à cause du sacrifice héroïque de ses enfants pendant la guerre, a droit à l’estime et au respect de tous les Français. »
Pour éviter des "troubles à l'ordre public", le film ne fut pas projeté en Bretagne. À Nantes par exemple, alors que le préfet de Loire-Inférieure avait été alerté, c'est le propriétaire du cinéma Palace de Nantes qui le déprogramma. Même au-delà de la Bretagne, en Vendée, le maire des Sables-d’Olonne interdit le film. « Adieu Bécassine… et sans regret » (L’Ouest-Éclair du 9 avril 1941).
Fin janvier 1944 encore, le Ciné-Palace de Cholet renonça à projeter ce film, considéré par le maire "injurieux pour les Bretons".
Depuis le sentiment d'humiliation que cristallisait le personnage de Bécassine pour les Bas-Bretons a évolué et le soufflé a dégonflé. Lors de sa projection au Festival de cinéma de Douarnenez, cette petite comédie datée n'a pas soulevé plus de polémique.

### Nouvelle adaptation cinématographique en 2018

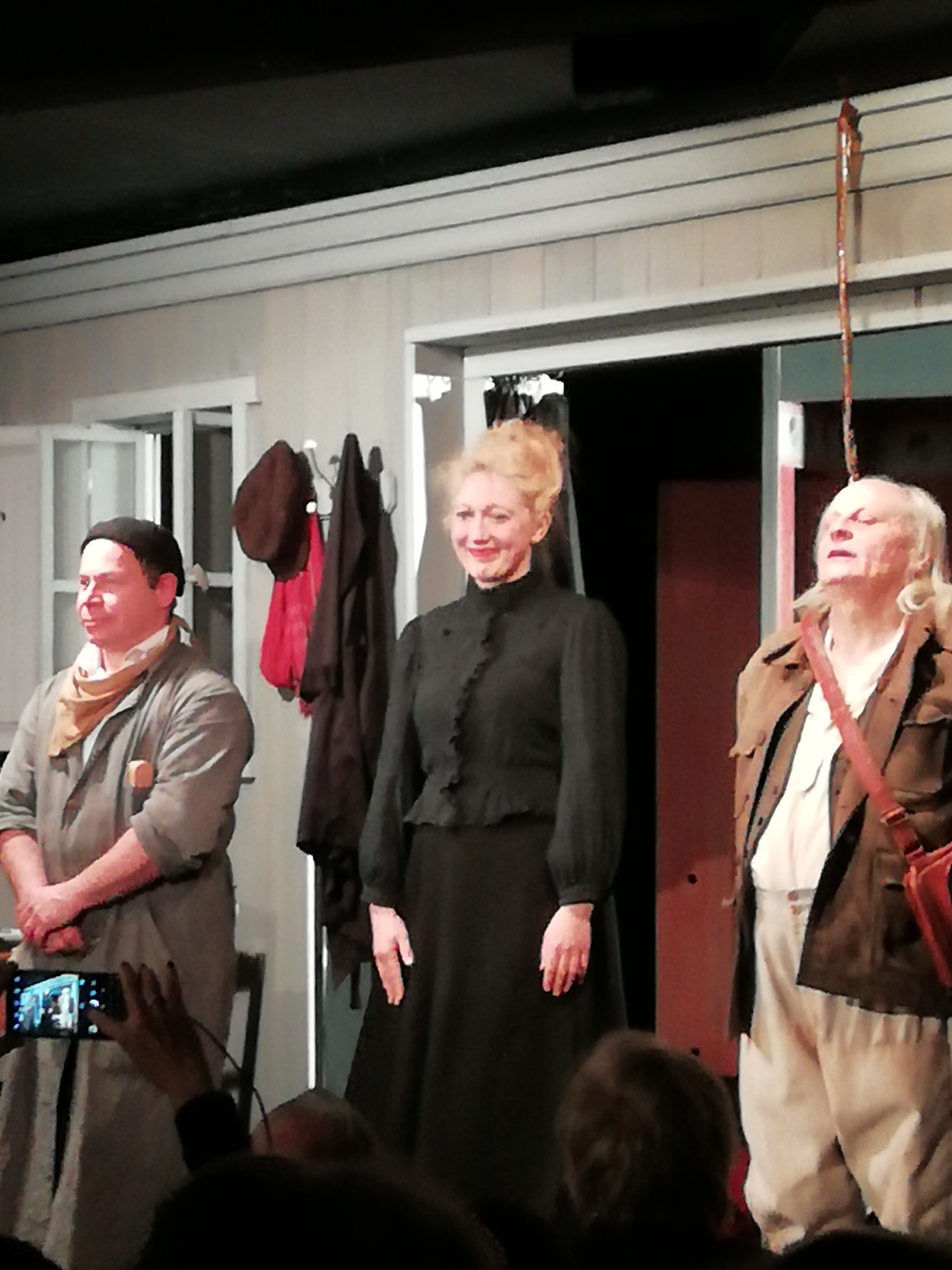
Émeline Bayart (au centre).

En juin 2018, le film Bécassine ! de Bruno Podalydès avec Émeline Bayart jouant le rôle-titre, sort dans les salles de cinéma françaises. Ce film reprend le thème de la jeune fille un peu naïve et maladroite d'origine modeste quittant sa Bretagne natale pour tenter sa chance à Paris en se faisant engager par une famille d'aristocrates.
Le 29 mai 2018, un mouvement indépendantiste breton, Dispac'h (d) appelle au boycott du film de Bruno Podalydès, affirmant que le film est une « pseudo-comédie française potache et soi-disant populaire, qui dès ses premières images en dit long sur l'insulte en termes d'identité et de mémoire qu'il adresse aux femmes et à la Bretagne. »

Le réalisateur, dont le film ne paraît que le 20 juin, s'est quant à lui défendu en déclarant qu'il voulait rompre les stéréotypes : 

« Bécassine n'est pas la fille un peu niaise et stupide que l'on croit. Elle est naïve, certes, et candide, mais aussi curieuse et inventive. Elle a une âme d'enfant dans un corps d'adulte. Dans ce film, je voudrais montrer Bécassine telle qu'elle est : fidèle, sincère, spontanée, innocente, tendre, rêveuse, enthousiaste. »

### Expositions
- Du 3 février au 26 septembre 2015, à l’occasion des 110 ans du personnage de Bécassine, le musée de la Poupée - Au Petit Monde Ancien, situé à Paris, avait présenté une exposition dénommée « Les trésors de Loulotte », la petite fille, personnage des aventures de Bécassine inspiré par la vraie Claude, fille unique de Maurice Languereau, l’éditeur du magazine La Semaine de Suzette, et de son épouse Yvonne[48]. Pour des raisons budgétaires, le musée a fermé ses portes au public deux ans après cette exposition.
- Du 2 avril au 20 août 2016, une exposition intitulée « J.P. Pinchon, Bécassine, Frimousset, Grassouillet et les autres… », est organisée au Centre régional de ressources sur l'album et l'illustration, située à Margny-lès-Compiègne. À l'occasion de cette exposition, une conférence dénommée « Bécassine, une légende du siècle » est proposée aux visiteurs le 19 avril 2016[49].
- Du 7 septembre au 2 décembre 2019, à l'occasion des 114 ans de la première héroïne de BD qui soit née de l’imagination d’une femme, une exposition « Bécassine, héroïne moderne » avec la présentation de planches originales des premières bandes dessinées de « Bécassine », est organisée par la maison de la BD de Blois[50],[51].

### Contestations et dénonciations du personnage

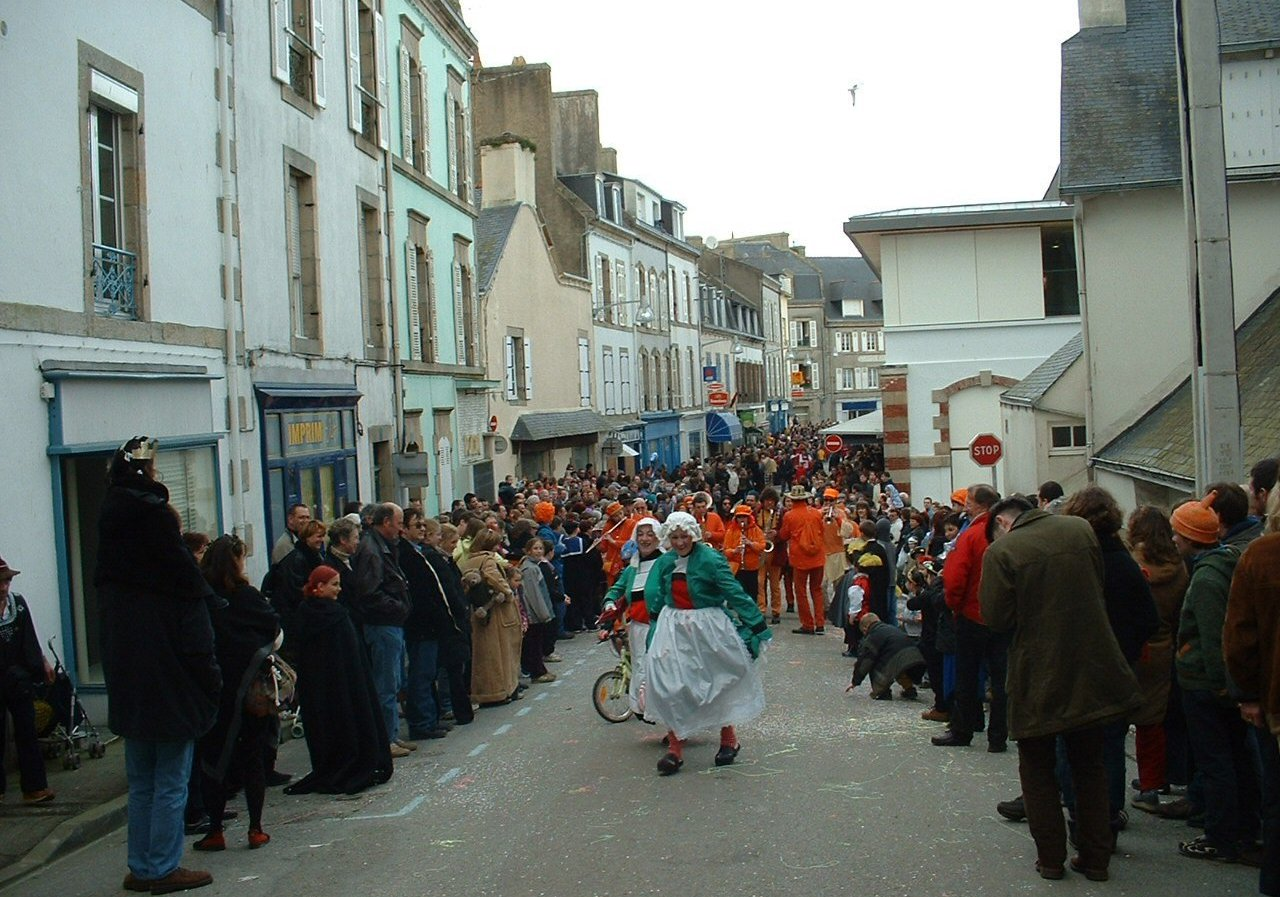
Deux femmes en costume de Bécassine lors du carnaval de Douarnenez en 2005.

Le personnage de Bécassine est souvent mal perçu par la population bretonne et certaines personnes ou groupements de personnes vont même jusqu'à condamner toutes les rééditions, reprises, hommages et autres commémorations,.
Le 18 juin 1939, un groupe de Bretons agit au musée Grévin à Paris pour détruire la statue en cire du personnage en la décapitant, trouvant celle-ci trop grotesque et donnant, à leurs yeux, « une image déplorable de la région »,,,. Patrick Guerin, l'un des acteurs de l'époque, s'est livré auprès des Éditions Dalc'homp Sonj en 1983.
L'adaptation de la bande dessinée au cinéma par Pierre Caron dans Bécassine en 1940, avec l'actrice Paulette Dubost dans le rôle-titre entraîne un tollé en Bretagne,.

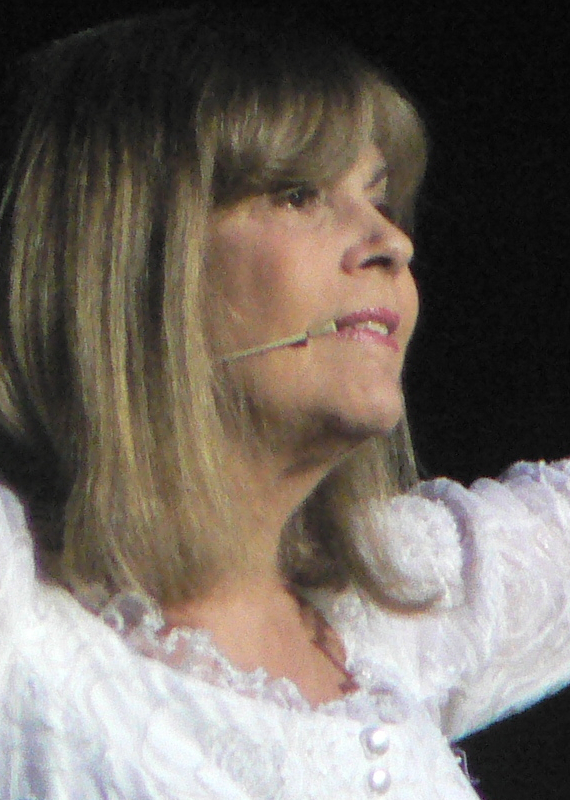
Chantal Goya.

En 1979, la chanson Bécassine de Chantal Goya rend de nouveau très célèbre la petite bonne bretonne, mais le chanteur et guitariste breton Dan Ar Braz, qui a représenté la France à l'Eurovision en chantant en breton, a mis à son répertoire une chanson par laquelle il réfute cette vision condescendante : ce titre est intitulé Bécassine, ce n'est pas ma cousine !. Georges Brassens avait également écrit une chanson intitulée Bécassine quelques années auparavant en 1969, mais le rapport avec le personnage de BD reste indirect.

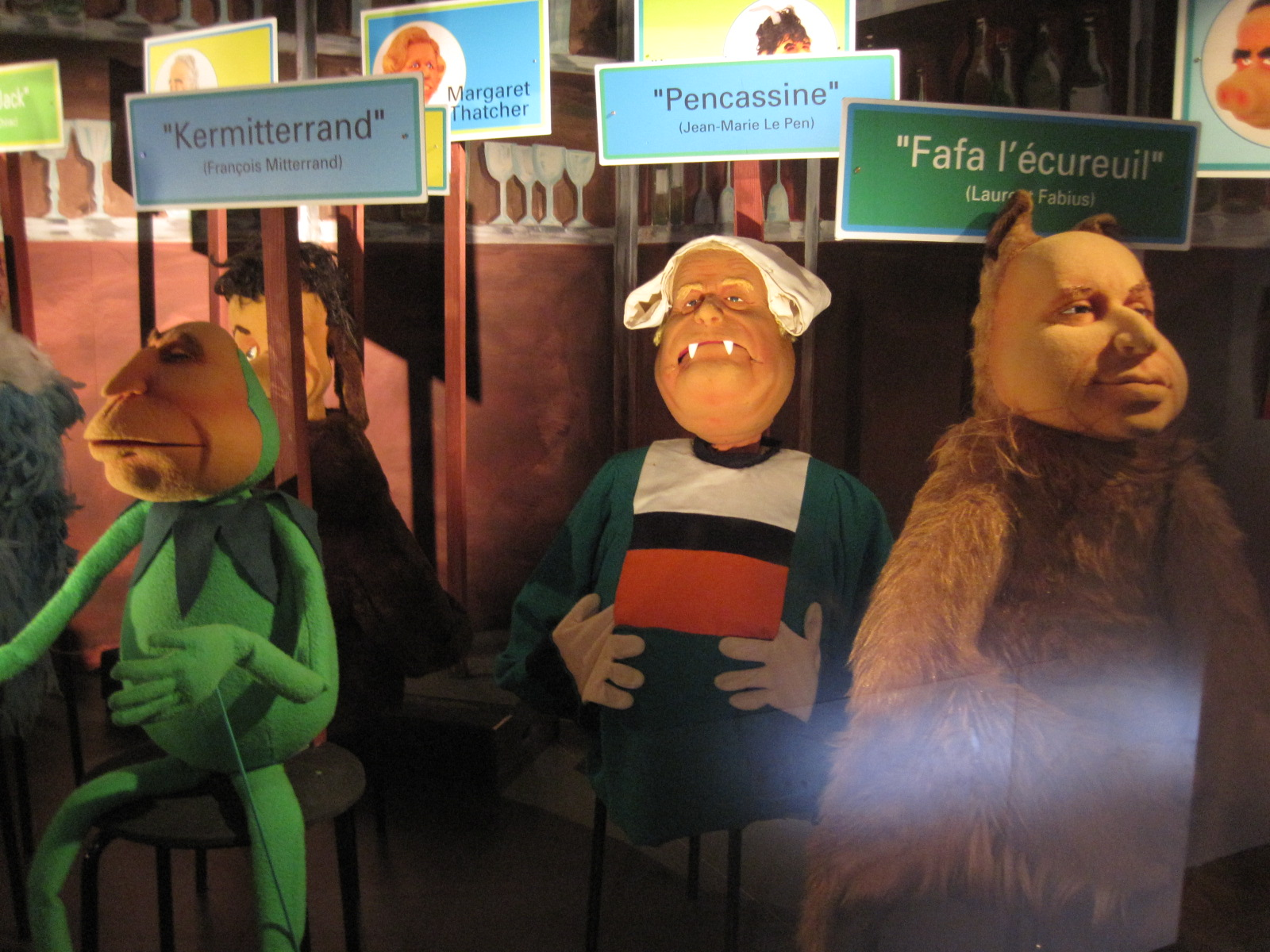
Le personnage de « Pencassine » (au centre) du Bébête show.

Dans les années 1980, l'émission de télévision Le Bébête show, un programme satirique sur le monde politique, présentait Jean-Marie Le Pen sous la forme d'une marionnette parodiant l'héroïne et dénommé « Pencassine » qui remplacera une marionnette précédente dénommée « Frankenpen ». Ce changement sera la conséquence d'un procès intenté par Jean-Marie Le Pen qui n'avait pas apprécié le premier personnage et désirait être représenté par un personnage français.
C'est contre cette vue négative que s'élève Bernard Lehembre dans Bécassine, une légende du siècle (Gautier-Languereau, 2005), en citant des exemples : il rappelle qu'on la retrouve à motocyclette, en aéroplane, en automobile et qu'elle est confrontée au téléphone. Le Nouvel Observateur fait observer lui aussi qu'« elle a escaladé les Alpes, conduit des voitures et piloté un avion. Elle s'est même essayée au cinéma, moderne et trépidante, nonobstant sa coiffe blanche et son parapluie rouge. » Le même article mentionne que la pédiatre et psychanalyste française Françoise Dolto avait signalé ses albums « comme des modèles d'une éducation moderne et d'une compréhension de la psychologie enfantine. »
À l'occasion de la sortie du film de Bruno Podalydès Bécassine !, en 2018, le collectif indépendantiste Dispac’h (« Révolution » en breton) a publié un communiqué : « L’immigration bretonne n’avait rien de la naïveté joyeuse qu’expose le film […] Celui-ci est une insulte à la mémoire de notre peuple. ».

## Parutions

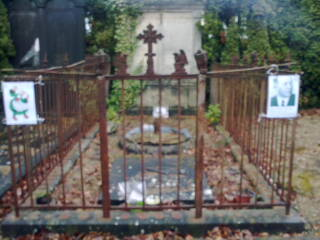
Tombe de Joseph Pinchon au cimetière Saint-Acheul à Amiens, avec l'image de Bécassine.

### Albums originaux de Caumery et Pinchon
De 1913 à 1950 sont parues, dans le périodique illustré La Semaine de Suzette, 27 aventures complètes de Bécassine, presque toutes dessinées par Joseph Pinchon et scénarisés par l'éditeur Maurice Languereau dit « Caumery », mort en 1941. Les aventures ont été reprises dans des albums normalement parus à la fin des publications sur le magazine. Deux aventures ont pourtant été dessinées par Édouard Zier, comme Pinchon était mobilisé pendant la Première Guerre mondiale. Les aventures parues après la Seconde Guerre mondiale ont été scénarisées anonymement par des auteurs signant « Caumery » (Les Petits Ennuis de Bécassine pourrait avoir été scénarisé par Madeleine-Henriette Giraud, rédactrice en chef de La Semaine de Suzette de 1927 à 1949, tandis que Bécassine au studio semble avoir été écrit par un journaliste du Figaro ayant conservé l'anonymat). Cette suite historique comporte aussi trois « hors série » qui sont parus comme albums mais qui n'ont jamais été publiés dans la Semaine de Suzette en raison du fait que ce ne sont pas des aventures.
Les premières éditions des albums comptent 64 pages avant 1937, mais seulement 48 après le premier album « court » dénommé Bécassine cherche un emploi. Cependant, certaines rééditions des années 1950 et 1960 ont été abrégées en 48 pages. Les albums hors-séries sont encore plus courts. La liste suivante présente les titres des albums de Bécassine par année de première parution de l'aventure, et la date de parution de l'album (parfois distante de plusieurs années) :
| no | Titre                              | Année album |
| -- | ---------------------------------- | ----------- |
| 1  | L'Enfance de Bécassine             | 1913        |
| 2  | Bécassine en apprentissage [a]     | 1919        |
| 3  | Bécassine pendant la Guerre [b]    | 1916        |
| 4  | Bécassine chez les Alliés          | 1917        |
| 5  | Bécassine mobilisée                | 1918        |
| 6  | Bécassine chez les Turcs           | 1919        |
| 7  | Les Cent Métiers de Bécassine      | 1920        |
| 8  | Bécassine voyage                   | 1921        |
| -  | L'Alphabet de Bécassine [c]        | 1921        |
| 9  | Bécassine nourrice                 | 1922        |
| 10 | Bécassine alpiniste                | 1923        |
| 11 | Les Bonnes Idées de Bécassine      | 1924        |
| 12 | Bécassine au Pays Basque           | 1925        |
| 13 | Bécassine, son oncle et leurs amis | 1926        |
| 14 | L'automobile de Bécassine          | 1927        |
| -  | Les Chansons de Bécassine [c]      | 1927        |
| 15 | Bécassine au pensionnat            | 1928        |
| -  | Bécassine maîtresse d'école [c][d] | 1929        |

| no | Titre                              | Année album |
| -- | ---------------------------------- | ----------- |
| 16 | Bécassine en aéroplane             | 1930        |
| 17 | Bécassine fait du scoutisme        | 1931        |
| 18 | Bécassine aux bains de mer         | 1932        |
| 19 | Bécassine dans la neige            | 1933        |
| 20 | Bécassine prend des pensionnaires  | 1934        |
| 21 | Bécassine à Clocher-les-Bécasses   | 1935        |
| 22 | Bécassine en croisière             | 1936        |
| 23 | Bécassine cherche un emploi        | 1937        |
| 24 | Les mésaventures de Bécassine      | 1938        |
| 25 | Bécassine en roulotte              | 1939        |
| 26 | Les Petits Ennuis de Bécassine [e] | 2005        |
| 27 | Bécassine au studio [f]            | 1992        |

Notes :

-a. Paru dans la Semaine de Suzette en 1914.

-b.  Retitré Bécassine pendant la Grande Guerre en 1968.

-c.  Hors série.

-d.  Fondé sur l'Alphabet de Bécassine.

-e.  Paru dans la Semaine de Suzette en 1948.

-f.  Paru dans la Semaine de Suzette en 1950.

### Albums originaux de Jean Trubert
D'autres albums et recueils sont parus après la mort de Pinchon en 1953, notamment une série dessinée par Jean Trubert à partir de 1959. Le scenario de Bécassine revient est signé par Camille François « d'après Caumery et J.-P. Pinchon », celui des autres par « Vaubant » (pseudonyme collective de Robert Beauvais et Pierre Tchernia). Les albums d'aventures ont 44 pages, mais L'Alphabet Bécassine seulement 30. Ces albums ne sont plus actuellement réédités.
| N° | Titre                        | Année album |
| -- | ---------------------------- | ----------- |
| -  | Bécassine revient [a]        | 1959        |
| -  | L'Alphabet Bécassine [b][c]  | 1961        |
| -  | Bécassine mène l’enquête [b] | 1962        |

Notes :

-a.  Scénario par Camille François.

-b.  Scénario par « Vaubant ».

-c.  Indépendant de L'Alphabet de Bécassine de Pinchon.
Les titres, indiqués ci-dessous, sont à reclasser car les dates de parution sont inconnues : certains de ces albums sont peut-être sans rapport avec la série « historique » (recueils d'historiettes écrites et dessinées avant 1913, et albums postérieurs à la mort de Pinchon en 1953.
- Bécassine aux Amériques
- Bécassine et la petite Loulotte
- La Franchise de Bécassine
- Le Noël de Bécassine
- Les Aventures de Bécassine (probable recueil d'historiettes antérieures à 1913)
- Les Exploits de Bécassine
- Les Animaux de Bécassine
- Les Plaisirs de Bécassine
- Les Premiers Pas de Bécassine
- Les Promenades de Bécassine
- Les Quatre Saisons de Bécassine
- Les Rencontres de Bécassine
- Les Souvenirs de Bécassine (collectif, postérieur à 1953)
- Les Talents de Bécassine (collectif, postérieur à 1953)
- Sacrée Bécassine !
- Les Trouvailles de Bécassine
- Quelle star, cette Bécassine !
- Plus vite, Bécassine !
- Pas de panique, Bécassine ! (collectif, postérieur à 1953)
- Pas de chance, Bécassine !
- Marie Quillouch et Bécassine
- 1990 - Loulotte et Bécassine réédition de l'album de 1921

Il existe une série d'albums pour lecteurs débutants dans la collection « Les albums merveilleux » tel le no 73 Bécassine exploratrice, Paris, Éditions Gautier-Languereau, 1958, illustrations de J.-P. Pinchon, texte d'après Caumery, petit format 16,4 × 20,2 cm, 24 pages (couverture incluse).
Sur 74 numéros, huit titres présentent « Bécassine » : Bécassine Enfant (no 41), Bécassine fait ses Débuts (no 51), Bécassine fait tous les métiers (no 63), Bécassine chez les Peaux-Rouges (no 64), Bécassine à la Montagne (no 66), Bécassine a des idées (no 68), Bécassine exploratrice (no 73) et Bécassine et sa fille adoptive (no 74).

### Nouveaux albums d'après Caumery et Pinchon
- 2016 : Les Vacances de Bécassine de Cobeyran (scénario) et Béja (dessin), Paris, Éditions Gautier Languereau.
- 2016 : Hommage à Bécassine, Hors-série, Col (Zep, Uderzo, Loisel, Brétécher, Guérineau, F'murr, Solé, Tébo, Alary, Abolin), Paris, Éditions Gautier Languereau.
- 2018 : Bécassine Baby-Sitter de Cobeyran (scénario) et Béja (dessin), Paris, Éditions Gautier Languereau.

## Adaptations cinématographiques
- 1940 : Bécassine, réalisé par Pierre Caron, sur un scénario de Jean Nohain et des dialogues de René Pujol, avec Paulette Dubost dans le rôle de Bécassine.
- 2001 : Bécassine et le trésor viking, film d'animation réalisé par Philippe Vidal, avec les voix de Muriel Robin (Bécassine) et Zabou Breitman (Loulotte).
- 2018 : Bécassine !, réalisé par Bruno Podalydès, avec Émeline Bayart dans le rôle de Bécassine.

## Parodies
- En 1992, le dessinateur et scénariste André Amouriq sort une adaptation grivoise Le petit monde de Pétassine chez Albin Michel dans la collection « Parodies » de L'Écho des savanes[62].
- En 1998, l'actrice pornographique Élodie Chérie joue le rôle de Pétassine dans le film Exhibition 1999 de John B. Root[63].

## Évocation dans la culture populaire
Bien que titrée Bécassine, la chanson de Georges Brassens est surtout un hommage à Armand Robin un poète, compagnon d'anarchisme du chanteur.
Bécassine est aussi une chanson enfantine française sortie en 1979, interprétée par  Chantal Goya, écrite et composée par Jean-Jacques Debout, vendue à 500 000 exemplaires. Le titre est réenregistré en version « Dance » pour le film Absolument fabuleux en 2001, et parodiquement anglicisé Becassine is my cousine.
Bécassine pendant la Guerre est brièvement montrée dans La Maison des bois (épisode 6) de Maurice Pialat, lorsque  Michel et Bébert la lisent dans leur lit pendant la Grande Guerre.